# Eros
Êros (starogrško starogrško Ἔρως: Éros) je v grški mitologiji bog ljubezni, poželenja in spolnosti; oboževan pa je bil tudi kot božanstvo plodnosti. Njegovo ime je koren besed kot erotika. Njegov rimski ekvivalent je bil Kupid, »poželenje«, znan tudi kot Amor, »ljubezen«. Podobno kot Dioniza so ga včasih imenovali Eleutherios, »osvoboditelj«.
Po Hesiodu je skupaj s Tartarjem, Gajo in Niksom vzniknil iz Kaosa. Pozneje je veljal kot sin Afrodite (rimske Venere) in Aresa (rimskega Marsa); njegova žena je Psihe (glej tudi Kupid in Psihe).
V umetnosti je pogosto upodobljen z lokom in puščicami, s katerimi cilja ljudi, in v zadetih se vname ljubezen. Po legendi ima poleg zlatih puščic ljubezni tudi železne puščice, ki vnamejo sovraštvo.
Platon v Simpoziju združi kozmološki princip erosa kot najstarejšega boga, ki predstavlja začetek združevanja vseh stvari, z orfičnim bogom ljubezni in hrepenenja, ki je kot Afroditin sin najmlajši med bogovi. Platonovo razumevanje Erosa je idealistično: namesto hrepenenja po čutnem, je božanskost Erosa v človekovem hrepenenju po lepem in dobrem.
V astronomiji se po Erosu imenuje pomemben asteroid 433 Eros.